# بيلي غريفين
بيلي غريفين (بالإنجليزية: Billy Griffin)‏ هو مغن مؤلف ومنتج أسطوانات ومغني أمريكي، ولد في 15 أغسطس 1950 في بالتيمور في الولايات المتحدة.

## وصلات خارجية
- الموقع الرسمي
- بيلي غريفين على موقع ميوزك برينز (الإنجليزية)
- بيلي غريفين على موقع أول ميوزيك (الإنجليزية)
- بيلي غريفين على موقع ديسكوغز (الإنجليزية)